# العلاقات بين الإدارة الذاتية والبعثية في سوريا
تتعلق العلاقات بين الإدارة الذاتية والبعثية في سوريا بالعلاقات العسكرية والسياسية بين الجمهورية العربية السورية البعثية والإدارة الذاتية لشمال وشرق سوريا، وهي منطقة مستقلة بحكم الأمر الواقع متعددة الأعراق في شمال وشرق سوريا. ولا تعترف الحكومة السورية رسميًا باستقلال الإدارة الذاتية لشمال وشرق سوريا، وتدعو إلى اتباع منهجية مركزية في إدارة شؤون سوريا . تسعى الإدارة الذاتية إلى تحقيق الفيدرالية في سوريا. طوال معظم فترة الحرب الأهلية السورية، كان هناك اتفاق عدم اعتداء بين الجيش السوري وقوات سوريا الديمقراطية، مع مواجهات عرضية وبعض التعاون ضد الجماعات الإسلامية ، وخاصة ضد القوات المسلحة التركية والجيش الوطني السوري المدعوم من تركيا. وفي حين تعاون الجانبان عسكريا تحت الإشراف الروسي منذعام 2019، مع تمركز قوات سورية وروسية على طول الحدود التركية لمنع المزيد من التقدم، انتهت المفاوضات السياسية بالفشل. ليس للحكومة السورية أي سلطة أو مؤسسات في شمال وشرق سوريا خارج صندوقيها الأمنيين في القامشلي والحسكة. ولم تسمح الإدارة الذاتية للحكومة السورية بإجراء انتخابات في المناطق الخاضعة لسيطرتها.

## الخط الزمني

### 2012

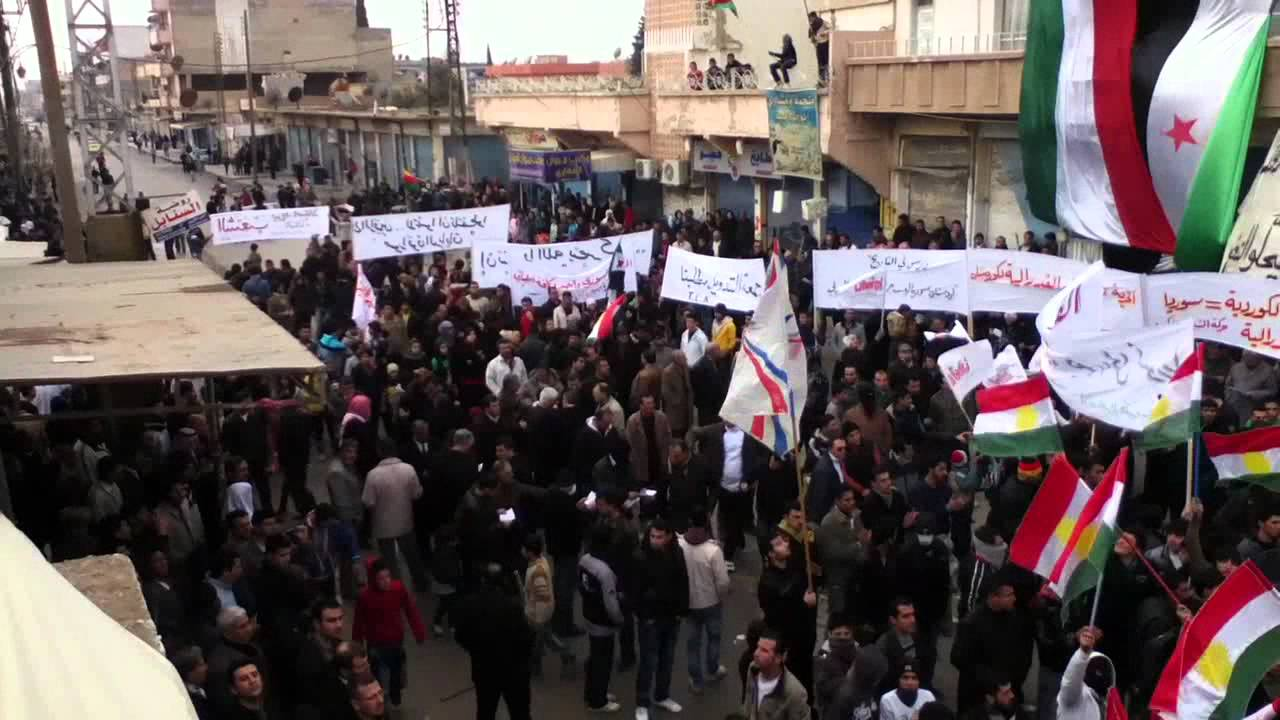
الأكراد، والآشوريون، والعرب يتظاهرون ضد الحكومة السورية في القامشلي، 6 يناير 2012

في 6 سبتمبر 2012 أفاد ناشطون أكراد بمقتل 21 مدنياً في حي الشيخ مقصود الكردي في حلب، عندما قصف الجيش السوري المسجد المحلي ومحيطه. وعلى الرغم من أن المنطقة كانت محايدة خلال معركة حلب وخالية من الاشتباكات بين الحكومة والجيش السوري الحر، إلا أن السكان المحليين يعتقدون أن المنطقة تعرضت للقصف رداً على إيواء المدنيين المناهضين للحكومة من أجزاء أخرى من المدينة. وفي بيان صدر بعد وقت قصير من وقوع الوفيات، تعهدت وحدات حماية الشعب الكردية بالرد.  وبعد أيام قليلة، قتلت القوات الكردية ثلاثة جنود في عفرين وأسر عدداً آخر من جنود الحكومة في كوباني والمالكية، حيث تمكنوا من إخراج ما تبقى من قوات الأمن الحكومية. وقيل أيضًا إن الحكومة بدأت بتسليح القبائل العربية حول القامشلي استعدادًا لمواجهة محتملة مع القوات الكردية، التي لم تتمكن بعد من السيطرة الكاملة على المدينة. 
قُتل ما لا يقل عن ثمانية جنود حكوميين وجُرح 15 آخرون في انفجار سيارة في حي الغريبي بالقامشلي في 30 سبتمبر 2012. استهدف الانفجار فرع الأمن السياسي في الجيش. 

### 2013
زَعمت وحدات حماية الشعب أنها قتلت 376 جنديًا من قوات الحكومة السورية وأسرت 790 في عام 2013.
في 2 يناير 2013، فجَّر مجهولون قنبلة أمام مكتب أمني تابع للحكومة السورية في القامشلي، مما أدى إلى إصابة أربعة من أفراد قوات الأمن المحلية. 

#### امتداد الاشتباكات
في منتصف يناير، ومع تجدد الاشتباكات بين المتمردين والانفصاليين الأكراد في رأس العين، تحركت قوات وحدات حماية الشعب لطرد القوات الحكومية من المناطق الغنية بالنفط في محافظة الحسكة .  اندلعت اشتباكات في الفترة من 14 إلى 19 يناير بين الجيش ومقاتلي وحدات حماية الشعب في قرية كر زيرو (تل عدس) الكردية، بالقرب من المعبدة، حيث حوصرت كتيبة من الجيش تضم حوالي 200 جندي منذ 9 يناير.  وزعمت قوات وحدات حماية الشعب أنها طردت الحكومة بعد الاشتباكات.  ووردت أنباء عن مقتل جندي وإصابة ثمانية آخرين، بينما قُبض على سبعة (أُطلق سراحهم لاحقًا  ) وانشق 27.  انتهت المعارك في حقل النفط بالقرب من تل عدس في 21 يناير، عندما انسحبت القوات الحكومية بعد عدم تلقي أي مساعدة من دمشق.  وفي رميلان، إلى الغرب مباشرة من المعبدة، حاصرت قوات وحدات حماية الشعب 200 جندي آخرين، وأفادت التقارير عن انشقاق 10 جنود. 
وفي الفترة من 8 إلى 11 فبراير، اندلعت  اشتباكات بين وحدات حماية الشعب وقوات الحكومة في منطقة الأشرفية التي تسيطر عليها وحدات حماية الشعب /حزب الاتحاد الديمقراطي، حيث قُتل، بحسب المرصد السوري لحقوق الإنسان، ما لا يقل عن 3 جنود و5 من عناصر الميليشيات الموالية للحكومة. وجاء القتال في أعقاب قصف مميت في 31 يناير على الأشرفية، حيث قُتل 23  مدنياً بعد أن تحركت وحدات الجيش السوري الحر إلى القطاع الكردي في حلب.  وبحسب تقاريرها الخاصة، فقدت وحدات حماية الشعب 7 من أعضائها في القتال، كما ادعت أيضًا مقتل 48 جنديًا وأسر 22 آخرين،  وإصابة 70 آخرين. 
في 26 فبراير، قصف الجيش السوري مرة أخرى القطاع الكردي الذي يسيطر عليه حزب الاتحاد الديمقراطي في حلب، مما سبب أضراراً واسعة النطاق في المناطق المدنية. قُتل خمسة أشخاص في القصف، وأصيب أحد عشر آخرون -بما في ذلك أربعة أطفال. 
وفي بداية شهر مارس الماضي، سيطرت قوات وحدات حماية الشعب على حقول ومنشآت النفط في شمال شرقي سوريا بشكل كامل بعد استسلام القوات الحكومية فيها. وفي الوقت نفسه، هاجمت وحدات حماية الشعب قوات الحكومة وسيطرت على بلدة تل عدس، المجاورة لحقول نفط رميلان، كما سيطرت على القحطانية. 
في 14 أبريل 2013، قصفت طائرات حربية حكومية قرية حداد ذات الأغلبية الكردية في محافظة الحسكة. أُبلغ عن مقتل 16 شخصًا. 
في 31 ديسمبر 2013، بينما كانت وحدات حماية الشعب منخرطة في قتال واسع النطاق ودموي حول معقل الجهاديين في تل حميس، أفادت مصادر كردية أن القوات الحكومية هاجمت في وقت واحد نقطة تفتيش تابعة لوحدات حماية الشعب في حي الكلاسة في الحسكة ونقطة تفتيش تابعة للآسايش في حي تل حجر القريب. وزعمت المصادر أن 7 جنود قتلوا بنيران وحدات حماية الشعب والآسايش أثناء هجومهم المضاد وتأمينهم للمنطقتين، فيما فقد مقاتل من وحدات حماية الشعب حياته وأصيب عنصران من الآسايش، كما وردت أنباء عن سقوط قتلى وجرحى بين المدنيين. وسرعان ما تراجعت القوات الحكومية، وعاد الهدوء المتوتر إلى المدينة بحلول اليوم التالي.  

### 2014
في 31 مارس 2014، زعمت مصادر كردية أن أعضاء من قوات الدفاع الوطني الموالية للحكومة أطلقوا النار على مقاتل من وحدات حماية الشعب في مدينة القامشلي. وردت وحدات حماية الشعب بشن عملية في منطقة قدور بيك في القامشلي، ما أدى إلى مقتل سبعة مقاتلين موالين للحكومة واعتقال 10 آخرين. وأفادت التقارير أيضًا أن وحدات حماية الشعب سيطرت على أجزاء من منطقة قدور بيك، بما في ذلك مبنى الجمارك ومصنع خبز قامشلي. 
وفي 27 مارس، أفاد المرصد السوري لحقوق الإنسان أن الجيش السوري قصف حي المشيرفة الذي يسيطر عليه الأكراد في مدينة الحسكة.  وذكرت وكالة أنباء هاوار الكردية السورية نقلا عن مصدر في وحدات حماية الشعب أن الهجوم بدأ في الساعة 11:30 صباحا، وأن قذائف الهاون التي أطلقها الجيش أصابت مكتب "الشهيد شيار" التابع لوحدات حماية الشعب ومصنع قطن، مما تسبب في أضرار مادية.  وقعت هذه الحادثة أثناء صد وحدات حماية الشعب لهجوم داعش على بلدة الجزعة بالقرب من اليعربية. 
وفي 5 إبريل 2014، قتل قائد مركز قوات الدفاع الوطني في الحسكة على يد تنظيم داعش في مدينة الشدادي جنوب الحسكة، بحسب المرصد السوري لحقوق الإنسان. 
في 28 يونيو 2014، سيطرت القوات الحكومية السورية، بدعم من قوات الدفاع الوطني، على خمس قرى بعد اشتباكات مع داعش والعشائر المتحالفة معه بالقرب من القامشلي. قصفت القوات الحكومية معاقل داعش في المنطقة. 
في أكتوبر 2014، ادعت وسائل الإعلام الرسمية السورية أن الحكومة أرسلت أسلحة إلى القوات الكردية أثناء حصار كوباني، لكن حزب الاتحاد الديمقراطي نفى هذا الادعاء. 

### 2015
خلال معظم عام 2015، كانت وحدات حماية الشعب تقبل على مضض وجود قوات الجيش العربي السوري وقوات الدفاع الوطني في مدينة الحسكة، مما يسمح لها بتحمل العبء الأكبر من الخسائر في العديد من المعارك مع تنظيم الدولة. نشأ تعاون حقيقي بين وحدات حماية الشعب المحلية ووحدات الجيش العربي السوري/ قوات الدفاع الوطني ضد تنظيم داعش، وعلى الرغم من ارتفاع التوترات فقد وقعت عدة اشتباكات على مدار العام.
في شهر يناير 2015، اشتبكت وحدات حماية الشعب مع قوات الحكومة السورية في مدينة الحسكة. 
في شهر أبريل 2015، ورد أن الوزير السوري علي حيدر التقى بمسؤولين أكراد في الإدارة الذاتية لشمال وشرق سوريا، وأجرى محادثات بشأن درجة معينة من الحكم الذاتي القانوني للمنطقة،  على الرغم من أن المنطقة تتمتع بالفعل بالحكم الذاتي بحكم الأمر الواقع عن الحكومة. وزعم أيضًا أن الحكومة تقدم مساعدات عسكرية للقوات الكردية. 
وفي يونيو 2015، اشتبكت قوات وحدات حماية الشعب وقوات الآسايش مرة أخرى مع الحكومة السورية في القامشلي، واستولت على العديد من المؤسسات. 
في يوليو 2015، تعاونت وحدات حماية الشعب والقوات الحكومية ضد تنظيم الدولة خلال معركة الحسكة. 
وفي نفس الشهر أعلن زعيم حزب الاتحاد الديمقراطي صالح مسلم أن وحدات حماية الشعب مستعدة للانضمام إلى الجيش السوري إذا التزمت الحكومة باللامركزية الرسمية للسلطات. 
في 4 أغسطس 2015، وضعت وحدات حماية الشعب شروطًا لكي يتعاونوا مع الحكومة السورية. 
في 9 أغسطس 2015، ردًا على ادعاءات التعاون مع الحكومة، أصدر متحدث باسم وحدات حماية الشعب بيانًا يفيد بأن وحدات حماية الشعب "ستتعاون مع أي شخص لطرد المتطرفين" من شمال شرق سوريا. 
في 16 من سبتمبر 2015، أعلن الأسد أن سوريا منفتحة على مقترحات اللامركزية بعد انتهاء الصراع بين الحكومة وجماعات المعارضة. 
في 9 أكتوبر 2015، أفادت التقارير أن مسؤولين من حزب الاتحاد الديمقراطي أجروا محادثات مع ممثلي الحكومة السورية والجيش الروسي في دمشق واللاذقية بشأن جهد مشترك ضد داعش. 
في 7 ديسمبر 2015، أكد الأسد أن حكومته زودت حزب الاتحاد الديمقراطي بالأسلحة، وقال إنه يمتلك وثائق تثبت ادعائه. 
في 16 ديسمبر 2015، وقعت اشتباكات بسيطة بين قوات الآسايش وقوات الدفاع الوطني السورية في القامشلي بعد اعتقال قوات الدفاع الوطني لأعضاء من قوات الآسايش. 
في 19 ديسمبر 2015، وقعت وحدات حماية الشعب والجماعات المتحالفة معها هدنة مع غرفة عمليات فتح حلب في حلب. وتبع ذلك سريعًا اتفاق سلام مع غرفة عمليات الفرس . وقد شكل هذا تدهوراً في العلاقات بين وحدات حماية الشعب والحكومة السورية. 
في 23 ديسمبر 2015، شنت قوات الدفاع الوطني السورية هجومًا على قوات سوريا الديمقراطية بقيادة وحدات حماية الشعب في الحسكة، مما أسفر عن إصابة 4 من مقاتلي قوات سوريا الديمقراطية ومقتل مسلح واحد من قوات الدفاع الوطني.  وفي اليوم نفسه، ألقت مروحيات الجيش السوري براميل متفجرة على حي الشيخ مقصود الذي تسيطر عليه وحدات حماية الشعب في حلب. وأعلنت روسيا أيضًا أنها ستقدم المساعدة لوحدات حماية الشعب من خلال الحكومة السورية فقط. 

### 2016

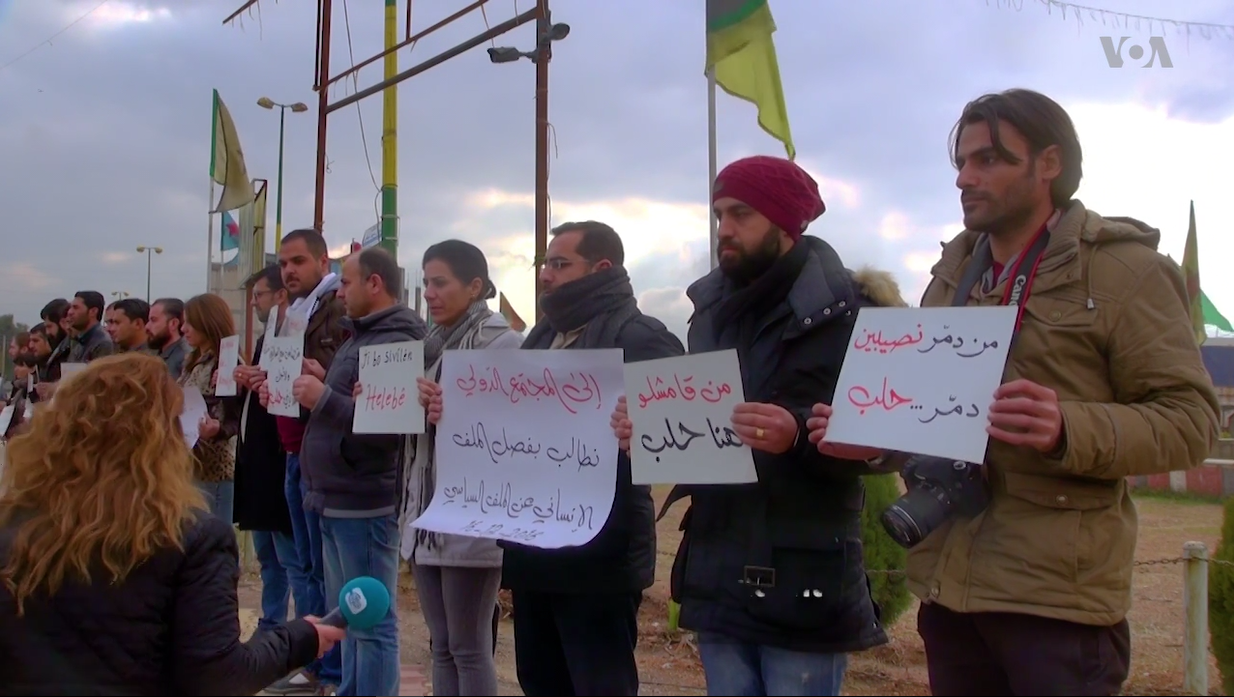
مظاهرة في القامشلي تضامناً مع أهالي حلب في اليوم الذي انتهت فيه معركة حلب ؛ 22 يناير 2016

في 13 يناير 2016، هاجم الآسايش نقاط تفتيش لميليشيا سوتورو المدعومة من الحكومة في القامشلي، مما أسفر عن مقتل أحد مسلحي السوتورو،  على الرغم من أن الميليشيات تصالحت في 18 يناير. 
في 31 يناير 2016، استبعد المندوب السوري الدائم لدى الأمم المتحدة بشار الجعفري الحكم الذاتي أو الفيدرالية للمناطق الكردية في سوريا.
في 15 فبراير 2016، أدانت الحكومة السورية قصف تركيا للقوات الكردية في منطقة الحدود في رسالة إلى مجلس الأمن التابع للأمم المتحدة.
في 16 مارس 2016، أفادت التقارير أن قوات الآسايش التابعة لحزب الاتحاد الديمقراطي حاصرت موقعاً تسيطر عليه قوات الدفاع الوطني في القامشلي. التفاصيل غير واضحة حاليًا.
وفي أواخر أبريل 2016، اشتبكت قوات الآسايش مع قوات الدفاع الوطني الموالية للحكومة السورية في القامشلي، مما أدى إلى وقوع معركة القامشلي (أبريل 2016) . كما شاركت وحدات حماية الشعب أيضًا. خلال ثلاثة أيام من الاشتباكات، قُتل 16 مقاتلاً من وحدات حماية الشعب/الآسايش و23 مدنياً، فيما بلغت خسائر قوات الدفاع الوطني 22-31 قتيلاً و80-102 أسيراً. سيطرت وحدات حماية الشعب على ثلاثة مواقع تابعة للحكومة في القامشلي، بما في ذلك السجن. واستعادت قوات الدفاع الوطني وقوات سوتورو بعض مكاسب الأسايش واستولت على نقطتي تفتيش وملعب ومستشفى في المدينة. وفي 22 أبريل، اتفق الجانبان على هدنة مؤقتة، واستعادت الحكومة الأراضي التي سيطرت عليها القوات الكردية.
في 11 أغسطس 2016، أطلقت قوات الآسايش سراح 40 سجيناً حكومياً مقابل إطلاق سراح 70 سجيناً مؤيداً لحزب الاتحاد الديمقراطي من سجون الحكومة.
في 16 أغسطس 2016، اندلعت اشتباكات في مدينة الحسكة بين قوات الآسايش وقوات الدفاع الوطني. وتصاعدت حدة التوتر مع تدخل الجيش العربي السوري ووحدات حماية الشعب الكردية، وشهدت المنطقة قيام طائرات تابعة للحكومة السورية بقصف الأراضي الكردية لأول مرة في الحرب. واستمر القتال لمدة أسبوع وانتهى باتفاق وقف إطلاق النار المفيد في 23 أغسطس. تنازلت الحكومة عن المزيد من الأراضي في الحسكة لوحدات حماية الشعب، مما منحها السيطرة الكاملة على كل المدينة باستثناء 5% منها. قُتل 77 عنصراً من قوات الجيش العربي السوري/قوات الدفاع الوطني (وفقاً لمصادر وحدات حماية الشعب) وأُسر 170 عنصراً (أُطلق سراح العديد منهم أو قويضوا في وقت لاحق). كما قُتل 14 من عناصر الآسايش و40 مدنيًا. 
اعتبارًا من 23 أغسطس 2016، حاولت روسيا التوسط في اتفاق بين الحكومة والقوات الكردية، لكنها باءت بالفشل. وقد أدى تحسن العلاقات السورية التركية إلى تفاقم الصراع بين وحدات حماية الشعب وحكومة الأسد، حيث يطالب الأكراد القوات الحكومية بمغادرة الحسكة. 
في أكتوبر 2016، أُعلن عن مبادرة روسية للفيدرالية مع التركيز على شمال سوريا، والتي دعت في جوهرها إلى تحويل المؤسسات القائمة للإدارة الذاتية لشمال وشرق سوريا إلى مؤسسات شرعية في سوريا؛ كما أُعلن عن رفضها في الوقت الحالي من قبل الحكومة السورية.
وفي 23 نوفمبر، اندلعت اشتباكات بين قوات الآسايش والقوات الحكومية في القامشلي، مما أسفر عن مقتل جنديين سوريين، بينهم ضابط.

### 2017
في مقابلة أجريت في مارس 2017، صرحت زينب جميل قنبر، القائدة المساعدة لمجلس إدارة منبج الذي أُنشئ في 12 مارس، بأنه لا يوجد وجود للحكومة السورية في مدينة منبج وأن المجلس "رفض أي تعاون مع النظام". ومع ذلك، توصل الجيش السوري والقوات الروسية إلى اتفاق مع مجلس منبج العسكري في فبراير لتسليم عدة قرى غرب منبج خلال هجوم شرق حلب (يناير- أبربل2017) . 
في 8 يونيو، أَسقطت طائرة أمريكية طائرة سورية بدون طيار ودمرت شاحنتين مسلحتين ومأهولتين تابعتين للقوات الموالية للحكومة كانتا تتحركان بالقرب من مقاتلي قوات سوريا الديمقراطية في التنف.
في 18 يونيو، اشتبكت قوات سوريا الديمقراطية مع قوات الجيش السوري جنوب الطبقة حيث أسقطت طائرة مقاتلة من طراز سوخوي سو-17 بواسطة طائرة بوينغ إف/إيه-18إي/إف سوبر هورنت تابعة للقوات الجوية الأمريكية . 
وفي 27 يوليو، أفادت التقارير بوقوع اشتباكات بين قوات سوريا الديمقراطية والجيش السوري جنوب الطبقة.

### 2018
في 7 فبراير 2018، نفذ جنود الجيش السوري بدعم من مرتزقة مجموعة فاغنر والميليشيات الموالية للنظام محاولة لمهاجمة مواقع التحالف والأكراد والاستيلاء على حقول النفط، باستخدام المدفعية والدروع. فشلت الهجمة حيث فتحت القوات الأمريكية المتواجدة ضمن وحدات قوات سوريا الديمقراطية النار بالمدفعية واستدعت غارات جوية من طائرات الهليكوبتر والطائرات ذات الأجنحة الثابتة.  وبلغت خسائر القوات الحكومية السورية 220 قتيلاً، منهم 69 قتيلاً (15 روسيًا).
وفي 10 فبراير، شنت قوات الجيش السوري هجوماً آخر على القوات الكردية، هذه المرة بالقرب من حقل غاز الطابية. وانسحبت وحدة من الجيش السوري بعد أن دمرت غارة بمسيرة أمريكية إحدى دباباتها، ما أدى إلى مقتل طاقمها.
خلال العملية العسكرية التركية في عفرين، وصل أكثر من 1000 مقاتل سوري من قوات الدفاع الوطني للسيطرة على القرى التي تركتها وراءها وحدات حماية الشعب ودعم وحدات حماية الشعب ضد الجيش التركي والجيش الوطني السوري المدعوم من تركيا. تعرضوا لاحقًا للقصف بالقنابل والقذائف من قبل القوات التركية، مما أسفر عن مقتل أكثر من 91 جنديًا مواليًا للحكومة.
في 2 أبريل، أعلن أعضاء المقاومة الشعبية في المنطقة الشرقية الموالية للحكومة أنهم سيقاتلون قوات سوريا الديمقراطية والقوات الأمريكية في سوريا. وفي 12 أبريل، استهدفوا قواعد عسكرية أميركية شمال الرقة.
في 29 أبريل، اندلعت اشتباكات عندما هاجمت قوات الحكومة السورية قوات سوريا الديمقراطية في محافظة دير الزور، مما أسفر عن مقتل 10 من مقاتلي الجيش العربي السوري و5 من مقاتلي قوات سوريا الديمقراطية.  وكانت القوات الأميركية حاضرة لتقديم الدعم الجوي، لكنها لم تهاجم قوات الحكومة السورية بشكل مباشر، واكتفت بإطلاق طلقات تحذيرية ووقف المزيد من العمليات بعد انتهاء الاشتباكات في وقت لاحق من ذلك اليوم.
وفي 31 مايو، صرح الرئيس بشار الأسد في مقابلة مع قناة روسيا اليوم أن "المشكلة الوحيدة المتبقية في سوريا هي قوات سوريا الديمقراطية".

#### اجتماعالإدارة الذاتية لشمال وشرق سوريا(NES) معالحكومة السورية
في 3 يوليو، قامت سلطات شمال وشرق سوريا/قوات سوريا الديمقراطية بإزالة العديد من أعلام وحدات حماية الشعب وصور عبد الله أوجلان من المدن والبلدات الخاضعة لسيطرتها في شمال سوريا. وذكرت وسائل إعلام موالية للحكومة أن هذا جاء نتيجة لاتفاق أولي تُوصِّل إليه بين الإدارة الذاتية لشمال وشرق سوريا/قوات سوريا الديمقراطية والحكومة السورية، حيث وعدت الأخيرة بإدراج اللغة الكردية كجزء من المناهج الوطنية السورية، واعتبار الخدمة العسكرية في وحدات حماية الشعب مماثلة للخدمة في الجيش السوري (لأغراض الحصول على مكانة المحاربين القدامى والمعاشات العسكرية)، فضلاً عن إنشاء منصب دائم لمسؤول كردي في وزارة النفط السورية. ونفى عدد من المسؤولين الأكراد أمام كردستان 24 حدوث مثل هذه المفاوضات، وأكدوا أن إزالة الأعلام والصور كانت جزءاً من "قرار إداري لتنظيم وضبط الإعلانات على جوانب الطرق" وليس لها علاقة بالسياسة.
في 28 يوليو، أعلن المجلس الذي يقوده الأكراد في شمال سوريا أنه قرر إنشاء خارطة طريق لسوريا "ديمقراطية ولامركزية" مع الحكومة السورية، بعد اجتماع مع مسؤولين من الحكومة السورية في دمشق بدعوة من الرئيس السوري بشار الأسد .
وفي 29 يوليو، أفاد صالح مسلم، الرئيس المشارك السابق لحزب الاتحاد الديمقراطي، أن الأجواء خلال الاجتماع مع الحكومة السورية كانت "إيجابية وواعدة"، مضيفاً أن الحكومة قبلت مناقشة فكرة سوريا اللامركزية. وأكد أن قوات سوريا الديمقراطية مستعدة للانضمام إلى الهجمات الحكومية في شمال غرب سوريا، واعتبر أن الجماعات المسلحة في إدلب لا تختلف عن تلك الموجودة في عفرين. واختتم حديثه بالقول إن الهيئة الوطنية للانتخابات لم تنتظر الإذن من القوى الدولية لبدء المفاوضات مع الحكومة، بل أبلغتهم ببساطة أنها بدأت بالفعل.  وفي وقت لاحق من ذلك اليوم، أعادت الإدارة الذاتية أكثر من 44 جثة لأفراد من الجيش السوري الذين قتلوا على يد تنظيم الدولة الإسلامية في عام 2014 إلى الحكومة السورية.
في 30 يوليو، حث عضو مجلس الشعب السوري الكردي وزعيم "المبادرة الوطنية للأكراد السوريين" ومقرها دمشق، عمر أوسي، الإدارة الذاتية لشمال وشرق سوريا/قوات سوريا الديمقراطية على الدخول في مفاوضات كاملة (على عكس "المحادثات") مع الحكومة السورية. وأضاف أن الجانبين نجحا في الاتفاق على 6 من القضايا العشر الرئيسية التي طُرحت خلال الجولتين السابقتين من الحوار. 
وبحلول نهاية شهر يوليو، اتفق الجانبان على إقامة مفاوضات على "مراحل". وتتضمن المرحلة الأولى معالجة مسائل ذات منفعة متبادلة وفنية في الغالب، مثل استعادة مشاريع الطاقة والتعليم والصحة التي ترعاها الحكومة، فضلاً عن إعادة دمج السجلات المدنية الحكومية مع تلك الموجودة ضمن نظام التأمينات الوطني. أما الخيار الثاني فيتضمن استعادة سيطرة الحكومة على المعابر الحدودية مع العراق وتركيا وكردستان العراق، فضلاً عن نشر قوات أمن حكومية على طول الحدود الرسمية الخاضعة حالياً لسيطرة إدارة شمال وشرق سوريا. وتتضمن المرحلة الأخيرة حل "القضايا الرئيسية" (مثل إعادة دمج النظام الاقتصادي الوطني في المستقبل ككل، في سياق نظام "لامركزي") بين الجانبين، باستخدام الثقة المتبادلة التي ستُبنى من خلال استكمال المراحل السابقة بنجاح. وذكرت التقارير أن مجلس سوريا الديمقراطية صوّت لصالح إجراء مفاوضات مع الحكومة السورية لهذا الغرض. وأُبلغ المبعوث الأمريكي بريت ماكغورك بالمحادثات الجارية، ويُقال أنه لم يعترض على احتمال إجراء مفاوضات بين الجانبين، لكنه اقترح البدء بالمفاوضات مع التركيز على "استعادة الخدمات".  
وفي 8 سبتمبر 2018، اندلعت اشتباكات في القامشلي بين قوات الإدارة الذاتية لشمال وشرق سوريا وقوات الجمهورية العربية السورية مرة أخرى. مقتل أكثر من 10 عناصر من قوات الجيش العربي السوري و7 عناصر من قوات الآسايش. وأصيب عدد أكبر من الجانبين. 

#### الولايات المتحدة تعلن الانسحاب وبدء مفاوضات جديدة
في أواخر شهر ديسمبر، وبعد تصريحات الرئيس الأمريكي دونالد ترامب حول الانسحاب الكامل لجميع القوات الأمريكية المتمركزة في سوريا، الأمر الذي وضع الإدارة الذاتية لشمال وشرق سوريا تحت تهديد وشيك من الغزو التركي،  دخلت الإدارة الذاتية لشمال وشرق سوريا في حوار رسمي مع الحكومة السورية. طلب رئيس وحدات حماية الشعب رسميًا من الحكومة نشر قوات من الجيش السوري داخل المناطق التي تديرها الإدارة الذاتية لشمال وشرق سوريا من أجل حماية المنطقة، عقب تهديد وزير الدفاع التركي خلوصي آكار "بدفن" القوات الكردية في خنادقها، الذي أضاف أن تركيا تستعد "بشكل مكثف" لعملية عسكرية ضد قوات سوريا الديمقراطية.   وأكد المتحدث باسم الجيش السوري أن "على جميع السوريين أن يوحدوا جهودهم للحفاظ على السيادة الوطنية وهزيمة كل الغزاة". وفي أعقاب هذا الإعلان، تمركزت قوات الجيش العربي السوري خارج مدينة منبج التي تسيطر عليها قوات سوريا الديمقراطية، لتتمركز بين المناطق التي تسيطر عليها قوات سوريا الديمقراطية وتلك الخاضعة لسيطرة تركيا/الجيش السوري الحر.   كما انسحبت قوات سوريا الديمقراطية بالكامل من عريمة، مما سمح للجيش العربي السوري بالسيطرة الكاملة على البلدة. 

### 2019
في 4 يناير، صرح مسؤول كبير في قوات سوريا الديمقراطية بأن الاتفاق بين قوات سوريا الديمقراطية والحكومة السورية "أمر لا مفر منه". 
في 24 يناير، وصف رئيس وحدات حماية الشعب الاستجابة الأولية للحكومة بأنها "إيجابية"، كما أعرب وزير حكومي أيضًا عن "تفاؤله". 
في 10 فبراير، وردت أنباء عن قيام قوات سوريا الديمقراطية ببيع كميات كبيرة من النفط الخام للحكومة السورية، على الرغم من الحظر الأمريكي. 

#### تعثر المفاوضات
في 22 فبراير، قرر الرئيس الأمريكي ترامب إبقاء قوة عسكرية أمريكية لا تقل عن 400 جندي متمركزة داخل سوريا.  وقيل إن المفاوضات بين قوات سوريا الديمقراطية والحكومة السورية توقفت ولم تسفر عن أي تقدم، حيث تعمل إدارة ترامب على تثبيط المزيد من المحادثات بين الجانبين.  
في 6 مارس، صرح صالح مسلم، الرئيس المشارك السابق لحزب الاتحاد الديمقراطي، في مقابلة أن عملية الحوار لم تُنظم من قبل الولايات المتحدة وأن "إرادتهم السياسية لم تكن خاضعة لسيطرة واشنطن على الإطلاق". وأضاف أنهم قدموا للحكومة الروسية خريطة طريق للتسوية السياسية، والتي تلقت "ردود فعل إيجابية"، في حين أكدوا أيضا أنهم "ليسوا مع النظام ولا مع المعارضة". 
في 13 مارس، حث رئيس وزراء إقليم كردستان العراق، نيجيرفان بارزاني، قوات سوريا الديمقراطيةو الإدارة الذاتية لشمال وشرق سوريا على المشاركة في المفاوضات مع الحكومة السورية وروسيا لتصبح وسيطًا بين الجانبين. 
في 4 مايو، قاتلت قوات سوريا الديمقراطية وقوات الجيش العربي السوري جنباً إلى جنب ضد هجوم قصير الأمد شنته القوات التركية والجيش السوري الحر على تل رفعت، حيث تمكنت قوات سوريا الديمقراطية والجيش العربي السوري من الدفاع بنجاح عن المدينة والقرى المحيطة بها.
في 8 مايو، وردت أنباء عن قيام قوات سوريا الديمقراطية بزيادة كمية النفط التي تبيعها للحكومة السورية، فضلاً عن الحفاظ على علاقات اقتصادية عميقة مع المناطق التي تسيطر عليها الحكومة. 
في 23 مايو، صرح صالح مسلم، الرئيس المشارك السابق لحزب الاتحاد الديمقراطي، بأنه يعتقد أن روسيا خذلت الأكراد السوريين من خلال "فشلها في دعم الحكم الذاتي" والتفاوض "خلف الكواليس" مع تركيا . وصرح بأنه اقترح على روسيا صفقة بشأن "نظام سياسي لامركزي في سوريا"، لكنه لم يتلق أي رد من الحكومة السورية. 
في 31 مايو، نفذ التحالف الذي تقوده الولايات المتحدة عدة غارات جوية ضد ناقلات النفط التي تنقل النفط من المناطق التي تسيطر عليها الإدارة الذاتية لشمال وشرق سوريا/قوات سوريا الديمقراطية إلى المناطق التي تسيطر عليها الحكومة السورية عبر نهر الفرات. وأصابت الغارات الجوية ما لا يقل عن ثلاث ناقلات نفط، مما أدى إلى سقوط أربعة قتلى على الأقل. ويعتبر التحالف الذي تقوده الولايات المتحدة أن تجارة النفط إلى المناطق الخاضعة لسيطرة الحكومة "تهريبًا".  
وفي 3 يوليو، دعا وزير الخارجية الروسي سيرغي لافروف إلى إجراء محادثات مباشرة بين الإدارة الذاتية لشمال وشرق سوريا والحكومة السورية. وقال لافروف في مؤتمر صحفي، إن موسكو "فهمت ضرورة مراعاة مصالح جميع المجموعات العرقية والدينية في المجتمع السوري، بما في ذلك الأكراد، في جميع مراحل المفاوضات". وأضاف أن روسيا "لاحظت اهتمام الأكراد بالحوار"، وهو ما أكد أن روسيا ترحب به.  
في 16 أغسطس، دعت قوات سوريا الديمقراطية إلى إجراء مفاوضات رسمية بين قوات سوريا الديمقراطية/الإدارة الذاتية لشمال وشرق سوريا والحكومة السورية . وأضاف رئيس قوات سوريا الديمقراطية أنه يأمل أن تؤدي المفاوضات مع دمشق إلى "حل سياسي يعترف بالإدارة الذاتية وحقوق الشعب الكردي في سوريا"، فضلاً عن توحيد قوات سوريا الديمقراطية والقوات المسلحة السورية في قوة عسكرية واحدة وموحدة.  
في الرابع من سبتمبر، أعلن المسؤول الكبير في حزب الاتحاد الديمقراطي صالح مسلم أن حزبه (الذي كان في ذلك الوقت القوة السياسية الرئيسية في الإدارة الذاتية لشمال وشرق سوريا) مستعد "للذهاب إلى دمشق" والتفاوض عدة مرات حسب الضرورة للتوصل إلى تسوية سياسية مع الحكومة السورية. 
في 6 سبتمبر، توصلت قوات سوريا الديمقراطية (التي تعمل كقوات مسلحة للإدارة الذاتية لشمال وشرق سوريا إلى اتفاق مع الجيش السوري بشأن فتح معبر جديد، والذي من المقرر أن يقع بالقرب من بلدة الصالحية، ومن المفترض أن يعزز التجارة بين السكان المحليين الذين يعيشون في المناطق التي تسيطر عليها الحكومة السورية والإدارة الذاتية لشمال وشرق سوريا على التوالي. 
وفي 15 سبتمبر، تدهورت العلاقات بين الجانبين، حيث وصفت وزارة الخارجية السورية قوات سوريا الديمقراطية بأنها "ميليشيات إرهابية انفصالية" في رسالة إلى الأمين العام للأمم المتحدة . واتهمت الرسالة المجموعة أيضًا بالعمل في "مخططات" زعمت أنها من تدبير الولايات المتحدة وإسرائيل، فضلاً عن الانخراط في "جرائم التحالف الدولي ضد الشعب السوري".  وأدان المركز الإعلامي لقوات سوريا الديمقراطية بشدة هذا البيان، واعتبره محاولة من الحكومة السورية "لتضليل الرأي العام العالمي ومنظمة الأمم المتحدة عبر توجيه اتهامات كاذبة" ضد المجموعة. ووصفت أيضا ما اعتبرته "محاولات بائسة" لـ"إثارة الفتنة " داخل الأراضي التي تسيطر عليها قوات سوريا الديمقراطية. واختتم البيان بحث وزارة الخارجية السورية على وقف "أعمالها العدائية" وتجديد الحوار مع الإدارة الذاتية لشمال وشرق سوريا وقوات سوريا الديمقراطية. 

#### الانسحاب الأميركي الثاني والهجوم التركي
في 7 أكتوبر، بدأت القوات الأمريكية الانسحاب من المنطقة العازلة في شمال سوريا، حيث ورد أن الرئيس الأمريكي دونالد ترامب أعطى "الضوء الأخضر" للرئيس التركي رجب طيب أردوغان لغزو واحتلال الأراضي التي كانت تحت سيطرة الإدارة الذاتية لشمال وشرق سوريا/قوات سوريا الديمقراطية في ذلك الوقت.  ونتيجة لهذا الإجراء، الذي اعتبرته قوات سوريا الديمقراطية "طعنةً في الظهر"، أعلنت عن نيتها تجديد المفاوضات مع الرئيس السوري بشار الأسد من أجل تأمين صفقة يمكن أن تسمح بدخول وحدات الجيش السوري إلى الأراضي التي تسيطر عليها قوات سوريا الديمقراطية، وهو ما يأملون أن يمنع الغزو التركي المخطط له.     وحث وزير الخارجية السوري القوات الكردية على تسليم العديد من المناطق التي تسيطر عليها للحكومة السورية، مشيرا إلى أنه في حالة رفضهم القيام بذلك، فإنهم سيواجهون "كارثة" في مواجهة تركيا.  
في 8 أكتوبر، اتهمت قوات سوريا الديمقراطية الجيش السوري بالتحضير للسيطرة على مدينة منبج الخاضعة لسيطرة قوات سوريا الديمقراطية. ونفت الحكومة السورية هذا الاتهام وحثت المجموعة على تسليم عدة مناطق سلميا من أجل منع الهجوم التركي. 
في 10 أكتوبر، وفي أعقاب الغزو التركي لشمال سوريا، أعلن نائب وزير الخارجية التركي أنه يرفض فكرة المحادثات بين الحكومة السورية وقوات سوريا الديمقراطية، التي قال إنها "خانت" سوريا. وأضاف أن الحكومة السورية لن تتفاوض مع من وصفهم بأنهم أصبحوا "رهائن لقوى أجنبية" أو "عملاء لواشنطن".  ورغم ذلك، أدانت الحكومة السورية بشدة بدء الهجوم التركي. 

#### التوصل إلى اتفاق بينقوات سوريا الديمقراطيةوالحكومة السورية
بدا أن الجانبين أعادا الاتصال ببعضهما البعض بعد اتفاق مدعوم من روسيا بعد ثلاثة أيام في 13 أكتوبر، حيث وافقت قوات سوريا الديمقراطية على السماح للجيش السوري بدخول بلدتي منبج وكوباني الخاضعتين لسيطرة قوات سوريا الديمقراطية في محاولة لمنع هجوم تركي محتمل على البلدتين.    وبعد ذلك بوقت قصير، أعلنت وكالة الأنباء السورية الرسمية (سانا) أن قوات الجيش السوري بدأت بالانتشار إلى شمال البلاد فيما وصفته بأنه تحرك "لمواجهة العدوان التركي".   وفي اليوم نفسه، أكد مسؤول كردي كبير أن المحادثات الإضافية بين قوات سوريا الديمقراطية من جهة والحكومة السورية وحليفتها روسيا من جهة أخرى، استمرت في تلك المرحلة في قاعدة حميميم الجوية الروسية. وأعرب المسؤول عن تفاؤله بإمكانية عقد محادثات مفتوحة بين الجانبين بعد وقت قصير في دمشق. ورفضت الحكومة السورية وقوات سوريا الديمقراطية التعليق على تصريحاته.   
وفي الأيام التالية، مرت القوات السورية ودخلت القوات الروسية إلى رأس العين، ومنبج، وكوباني، والرقة، والطبقة، والحسكة، وعدد كبير من البلدات والقرى الأصغر بالتنسيق مع قوات سوريا الديمقراطية. وتمركزت وحدات سورية وروسية على طول خط التماس بين قوات سوريا الديمقراطية والقوات الموالية لتركيا، مما منع الأخيرة من التقدم. وذكرت التقارير أن السكان المحليين المؤيدين للحكومة رحبوا بدخول قوات الجيش السوري.     
في 22 أكتوبر،أُنشئت المنطقة العازلة الثانية في شمال سوريا، مما أكد دور الحكومة السورية في الدفاع عن الحدود الشمالية لسوريا. وذكرت قوات سوريا الديمقراطية أنها مستعدة لدراسة الاندماج مع الجيش السوري بعد التوصل إلى تسوية سياسية. 

### 2020
في 4 أبريل، أطلقت قوات الدفاع الوطني الموالية للحكومة النار على سيارة تابعة لشرطة الأسايش، مما أدى إلى مقتل ضابط أسايش.  في 21 أبريل، اندلعت اشتباكات أخرى بين قوات الدفاع الوطني الموالية للحكومة وقوات شبه عسكرية تابعة للأسايش في منطقة القامشلي، مما أدى إلى تدخل روسي لوقف الأعمال العدائية. رحب الحزب الشيوعي السوري بالاتفاق. 

### 2021
حاصرت قوات سوريا الديمقراطية التي تعرضت لضغوط من أجل تسليم مدينة عين عيسى في شمال سوريا لقوات الحكومة السورية، مجدداً المنطقة العسكرية الحكومية المعروفة بـ"المربع الأمني" في مركز مدينة القامشلي بمحافظة الحسكة، في 8 يناير. كما فرضت قوات سوريا الديمقراطية حظراً على دخول الخبز والوقود والقمح إلى مناطق سيطرة الحكومة في الحسكة والقامشلي. اتهمت الإدارة الذاتية لشمال وشرق سوريا، الحكومة السورية بتنسيق خطط مع تركيا ضد قوات سوريا الديمقراطية.
وفي أعقاب الحصار، أطلق الشعب السوري المؤيد للحكومة احتجاجات واسعة النطاق ضد قوات سوريا الديمقراطية، ما أدى إلى مقتل 3 مدنيين، بحسب سانا.[بحاجة لمصدر]
ومع تزايد التوترات بسبب الحادث، قُتل عنصر واحد من قوات الحكومة وأصيب أربعة آخرون في الحسكة، بعد الاشتباكات التي اندلعت في 30 يناير و1 فبراير بين المتطوعين الموالين للحكومة وقوات سوريا الديمقراطية. 
وفي الثاني من فبراير، قرر الطرفان إنهاء الحصار المفروض على بعضهما البعض بعد اجتماع بين السلطات الروسية وقوات سوريا الديمقراطية/الإدارة الذاتية لشمال وشرق سوريا.
وفي 20 أبريل، اندلعت اشتباكات بين قوات سوريا الديمقراطية وقوات الدفاع الوطني الموالية للحكومة في مدينة القامشلي، كما اعتقلت قوات الدفاع الوطني قيادياً في قوات سوريا الديمقراطية. وذكرت التقارير أن قوات سوريا الديمقراطية اقتحمت مقراً تابعاً للجيش العربي السوري في المدينة خلال الاشتباكات التي استمرت حتى الآن. وتشير الأنباء إلى وجود قتلى وجرحى في صفوف قوات سوريا الديمقراطية والجيش العربي السوري.[بحاجة لمصدر]

### 2022
مع قرار حكومة أردوغان في تركيا اتباع استراتيجية مختلفة في الشرق الأوسط في بداية عام 2022، صرح الرئيس التركي أردوغان بأنه من الممكن أن يجتمع مع الأسد، وأنه لا يمكن أن يكون هناك ضغينة في السياسة، مما تسبب في مزاعم في وسائل الإعلام التركية بأن تركيا والحكومة السورية يمكن أن تشنا عملية مشتركة ضد قوات سوريا الديمقراطية (الإدارة الذاتية لشمال وشرق سوريا)، وخاصة في القنوات التلفزيونية الحكومية. 
صرح القائد العام لقوات سوريا الديمقراطية مظلوم عبدي في مقابلة أجريت معه في يناير 2022، "نحن لا نقبل العودة إلى الماضي. الإدارة الذاتية موجودة منذ عشر سنوات، ويجب عليهم قبولها دستوريًا. وفيما يتعلق بالملف العسكري، وأعني بذلك قوات سوريا الديمقراطية والأسايش، يجب على النظام الاعتراف بهما. ومع ذلك، فإن النظام غير مستعد بعد لاتخاذ هذه الخطوة. وبالمثل، لن يُتوصل إلى حل دون قيام الأطراف الدولية بالضغط المستمر على نظام الأسد". 
وفي 28 نوفمبر، أوقفت الحكومة السورية تدفق الوقود إلى المناطق الخاضعة لسيطرة قوات سوريا الديمقراطية في حلب. 

### 2023
في 25 فبراير 2023، صرحت الرئيسة المشتركة لمجلس سوريا الديمقراطية إلهام أحمد، "إن النظام الحاكم لم يغير موقفه، لا على المستوى الإنساني ولا السياسي... ولم يُظهر أي مرونة تجاه السوريين الذين هم على خلاف معه. لقد رفض قنوات الاتصال لمعالجة عواقب الزلزال والكارثة الإنسانية التي تلته". 
في 15 مارس 2023، أصدر مجلس سوريا الديمقراطية بيانًا إحياءً لذكرى الثورة السورية، وأشار إلى الحكومة السورية باعتبارها "النظام الاستبدادي المركزي".  ويقيم المجلس سنويًا احتفالات بالثورة ضد الحكومة تشمل الرقة،  ودير الزور،  ومنبج. 
خلال اشتباكات دير الزور عام 2023، زعم السكان المحليون والباحثون المستقلون وقوات سوريا الديمقراطية أن الحكومة السورية وإيران قامتا بتهريب عسكريين وأسلحة عبر نهر الفرات لمهاجمة جنود قوات سوريا الديمقراطية وإنشاء خلايا مسلحة.    وبحسب موقع دير الزور 24 الإخباري المحلي، حث خطباء المساجد في المناطق الخاضعة لسيطرة الحكومة السورية الناس على مهاجمة قوات سوريا الديمقراطية والتحالف الدولي أثناء الاشتباكات. 

### 2024
في 3 ديسمبر 2024، شنت قوات سوريا الديمقراطية، بدعم من تحالف قوة المهام المشتركة وعملية العزم الصلب بقيادة الولايات المتحدة، هجومًا على القوات الموالية للحكومة في منطقة دير الزور الشرقية.  
في 6 ديسمبر، انسحبت القوات الموالية للحكومة من دير الزور. وبعد انسحابهم بفترة وجيزة، سيطر مقاتلو قوات سوريا الديمقراطية على دير الزور ووسعوا سيطرتهم حتى البوكمال والحدود العراقية. 